# Dear Ex
Pour plus de détails, voir Fiche technique et Distribution.
Dear Ex (chinois : 誰先愛上他的 ; pinyin : shéi xiān ài shàng tā de ; litt. « Qui est tombé amoureux de lui en premier ? ») est une comédie dramatique taïwanaise réalisée par Mag Hsu et Hsu Chih-yen, sortie en 2018.

## Synopsis
Song Chengxi (Joseph Huang) , un adolescent de Taïwan, se retrouve malgré lui pris dans un conflit entre sa mère Liu Sanlian (Hsieh Ying-xuan) et Jay (Roy Chiu) qui est l’amant de son défunt père Song Zhengyuan (Spark Chen). La raison du conflit étant que c’est Jay qui se trouve bénéficiaire de l’assurance vie à la place de Song Chengxi. Ce garçon en pleine construction personnelle se rebelle et quitte sa mère pour habiter avec l’amant de son père et se forger sa propre opinion de celui-ci. La mère tout comme l’amant sont en deuil et en peine d’amour du même homme. Une relation d’entraide forcée par l’entremise de l’adolescent va donc s’instaurer entre les deux et une sorte de famille va se recréer. Jay étant un homme libre, homosexuel, qui boit, se drogue et dirige sa propre troupe de théâtre, influence la vie restreignante et respectable qu’offre Liu Sanlian à son fils.

## Fiche technique
Sauf indication contraire, les informations mentionnées dans cette section peuvent être confirmées par la base de données cinématographiques IMDb,  présente dans la section « Liens externes ».
- Titre original : 誰先愛上他的
- Titre international : Dear Ex
- Réalisation : Mag Hsu et Hsu Chih-yen
- Scénario : Lu Shih-yuan et Mag Hsu
- Décors : Chih-Hsien Chou
- Costumes : Chun-Fong Wu et Chen Yu
- Photographie : Jhih Peng Lin
- Montage : Lei Cheng-ching
- Musique : Ying-Hung Lee
- Production : Shih-yuan Lu et Maggie Pan
- Société de production : Dear Studio Production
- Sociétés de distribution : Warner Bros. (Taïwan) ; Netflix (monde)
- Pays d’origine :  Taïwan
- Langue originale : mandarin
- Format : couleur
- Genre : comédie dramatique
- Durée : 100 minutes
- Dates de sortie :
  - Italie : 22 avril 2018 (Festival international du film d'Udine)
  - Taïwan : 2 novembre 2018
  - Monde : 1er février 2019 (Netflix)

## Distribution
- Roy Chiu : Jay, l’amant
- Ying-Xuan Hsieh : Liu Sanlian, la mère
- Spark Chen : Song Zhengyuan, le père
- Joseph Huang : Song Chengxi, le fils
- Ai-Lun Kao : la mère de Jay

## Analyse critique
(novembre 2020).
Si vous disposez d'ouvrages ou d'articles de référence ou si vous connaissez des sites web de qualité traitant du thème abordé ici, merci de compléter l'article en donnant les références utiles à sa vérifiabilité et en les liant à la section « Notes et références ».
Dear Ex, sorti le 2 novembre 2018 en Taïwan, est créé dans un contexte de débat politique puisque la légalisation du mariage homosexuel n’est effectuée que six mois plus tard, soit le 17 mai 2019 (une première en Asie). Par contre, dans ce pays, la production cinématographique LGBT est prospère puisque chaque année depuis 1962 plusieurs films LGBT se font sélectionner au Golden Horse Awards où Dear Ex a gagné quelques prix dont celui du meilleur film en 2018. Les opposants aux droits des personnes LGBT sont surtout les mouvements religieux conservateurs, dont les chrétiens, ce qui explique les références sarcastiques de Jay (l’amant) à Liu Sanlian (la mère) pour l'inciter à aller prier pour protéger son rêve de la petite famille parfaite. En effet, la famille nucléaire standard en Taïwan est déstabilisée totalement dans ce film. Lorsque Song Zhengyuan (le père) annonce à sa femme qu’il la quitte parce qu’il est homosexuel et qu’il part s’installer avec son amant, le modèle dominant de la famille est remis en question. Par la suite, l’ambiguïté dans la famille s’amplifie lorsqu’après sa mort, le fils de Song Zhengyuan (Song Chengxi) quitte sa mère pour habiter avec Jay. Jay commence ainsi à prendre une place importante dans la vie de Song Chengxi et il l’aide à surmonter le deuil de son père. Ainsi donc, durant les 100 jours que suit le décès du père, une sorte de famille est recréée entre la mère, le fils et l’amant dans laquelle une relation d’entraide est instaurée sans le vouloir entre Jay et Liu Sanlian pour le bien-être du garçon. Celui-ci devient leur point d’ancrage pour passer au travers de la mort de leur amour commun.
Les deux amours dans la vie de Song Zhengyuan sont perçues en dualité : l’amant et la maitresse. La traduction littérale du titre du film étant : « Qui est tombé amoureux de lui en premier ? », un affrontement entre eux deux est inévitable. Néanmoins, tous les deux, par leur opposition radicale de mode de vie et d’idéaux, se rejoignent dans leur tempérament. Dans la majorité des scènes Liu Sanlian est hystérique et a des réactions disproportionnées en tout. Jay, pour sa part, est excessif, et sanguin. Tous les deux ont recours aux cris pour s’exprimer. Au milieu de ces personnes explosives, c’est du point de vue de Song Chengxi que la trame narrative se déroule. Le genre cinématographique étant conçu en journal intime, c’est par les réflexions et les yeux de l’adolescent que les deux autres protagonistes sont jugés. Cet adolescent en quête de sens cherche à trouver qui est le «méchant» qui lui a extorqué son père. Jay? L’homosexualité? La maladie?
À cet égard, l'homosexualité est l’élément perturbateur du long métrage. Ce film s’efforce de déconstruire et de nuancer la construction sociale de l’hétéronormativité. Il faut dire qu’aucune autre diversité sexuelle n’est soulevée. La bisexualité n’est pas du tout envisagée même lorsque la situation s’y prêtait. L’homosexualité est tabou. Vue comme la pire insulte qui soit. Elle est synonyme de perversion et de honte. Plusieurs répliques explicitent la normalité dans l’hétérosexualité et son antithèse est encore vue comme une maladie. Liu Sanlian laisse entendre la thérapie de conversion lorsqu’elle dit à son mari : « On ira voir un médecin, tu redeviendras comme avant ». En Taïwan, l’homosexualité chez les hommes peut constituer une grande source de conflit au sein des familles puisqu’elle peut être interprétée comme un refus de produire un héritier de sexe masculin par leur parent.
Dans un autre ordre d’idée, contrairement à la majorité des films américains où le couple hétérosexuel prime souvent sur le couple homosexuel, ici rien dans l’aspect formel du film ou dans sa réalisation ne permet à l’auditeur de préférer un camp. Ils sont présentés de manière objective et impartiale. Les défauts de chacun, ainsi leurs qualités sont mises de l’avant pour que le spectateur puisse se faire sa propre idée.
Outre ces schémas dominants qui sont bousculés (la famille nucléaire et l’hétéronormativité), d’autres sont validés. D’une part, le capitalisme est constamment mis de l’avant puisque l’élément perturbateur du film est l’assurance vie du père remis à son amant plutôt qu’à son fils. Tout au long du film la mère à comme prétexte de récupérer cette assurance vie jusqu'à ce que l'on comprenne finalement que ce n’était qu’un moyen de déchiffrer son ex-mari et de se venger de son amant, bien qu'en fin de compte elle lui offre l’argent. D’autre part, les relations hommes/femmes en Taïwan sont le fruit des traditions chinoises qui se basent sur le patriarcat. Dans le film, Jay incarne la figure masculine oppressante en étant violent dans ces paroles et dans ses gestes avec Liu Sanlian et avec une jeune comédienne de théâtre. Il intimide Liu Sanlian et affirme sa place dans la société lorsqu’elle l’appelle «la maîtresse» en lui vociférant : « Je suis un homme! Tu pourrais au moins m’appeler l’amant ».

## Distinctions

### Récompenses
- Cérémonie des Golden Horse Film Festival and Awards 2018 :
  - Meilleure actrice pour Hsieh Ying-hsuan
  - Meilleure chanson originale Bali Song interprétée par Lee Ying-hung
  - Meilleur montage pour Lei Cheng-ching
- Festival international du film de Taipei 2018 :
  - Meilleur film
  - Meilleur acteur pour Roy Chiu
  - Meilleure actrice pour Hsieh Ying-hsuan

### Nominations
- Cérémonie des Golden Horse Film Festival and Awards 2018 :
  - Meilleur film
  - Meilleur acteur pour Roy Chiu
  - Meilleur nouvel acteur pour Joseph Huang
  - Meilleure réalisation pour Mag Hsu et Hsu Chih-yen
  - Meilleur scénario original pour Lu Shih-yuan et Mag Hsu
- Festival international du film de Taipei 2018 : Prix de la presse